# ガッシー救出作戦
「ガッシー救出作戦」（ガッシーきゅうしゅつさくせん、原題：Extricating Young Gussie）は、P・G・ウッドハウスによる短編小説。
アメリカの雑誌『サタデー・イブニング・ポスト』1915年9月15日号に発表され、イギリスでは翌1916年1月に『ストランド・マガジン』に掲載された。後の同氏の代表シリーズ「ジーヴス&ウースターシリーズ」の原型となった作品。バーティの苗字が異なっているが、従者のジーヴスや叔母のアガサなどお馴染みの人物も登場する。但し、ジーヴスはシリーズのような活躍は全くなく、セリフも少ない。
短編集『それゆけ、ジーヴス』には、アメリカを舞台とした本作の続編に当たる短編が収録されている。

## あらすじ
正午近くまで惰眠を貪っていたバーティに、恐ろしいアガサ叔母さんによって告げられた突然のアメリカ行き。当地に行っている従兄のガッシーが舞台女優と恋に落ちたと手紙で知らせてきて以降、連絡が取れなくなったらしい。爵位こそないが由緒あるマナリング＝フィップス一族の人間が、どこの馬の骨とも知れない女優と結婚なんてとんでもないとアガサ叔母は考えているようで、バーティはアメリカに行って結婚を止めてくるよう言いつけられる。

## 登場人物
バーティ・マナリング＝フィップス
気ままに暮らす青年。ゴルフやナイトクラブに繰り出す以外やることがないのは、一族でバーティだけだと叔母から言われている。
ジーヴズ
バーティの従僕。
アガサ・グレグソン
バーティの叔母。獰猛で非常に恐ろしい。
オーガスタス・マナリング＝フィップス
バーティの従兄。通称・ガッシー。
カスバート・マナリング＝フィップス
バーティの伯父でガッシーの父親。故人。存命時はマナリング＝フィップス一族の長でとてつもない浪費家だった。
ジュリア・マナリング＝フィップス
ガッシーの母親。かつてヴォードヴィルの人気女優だった。
レイ・デニソン
ガッシーが恋をした女優。